# Baruunbüren, Selenge
Baruunbüren (tiếng Mông Cổ: Баруунбүрэн) là một sum của tỉnh Selenge ở miền bắc Mông Cổ. Tu viện Amarbayasgalant nằm cách trung tâm sum khoảng 48 km về phía đông bắc. Vào năm 2008, dân số của sum là 2.702 người.

## Địa lý
Baruunbüren có diện tích khoảng 2814,54 km2. Trung tâm sum, Burgaltai, nằm cách tỉnh lỵ Sükhbaatar 215 km và thủ đô Ulaanbaatar 299 km.
Khoáng sản bao gồm quặng đồng, đá quý, vật liệu xây dựng.

### Khí hậu
Nhiệt độ trung bình hàng năm trong khu vực là 3 °C. Tháng ấm nhất là tháng Bảy, khi nhiệt độ trung bình là 23 °C và lạnh nhất là tháng Giêng, với −21 °C. Lượng mưa trung bình hàng năm là 512 mm. Tháng ẩm ướt nhất là tháng 8, với lượng mưa trung bình là 112 mm, và tháng khô nhất là tháng 1, với lượng mưa 2 mm.

## Kinh tế
Sum có một trường học, bệnh viện, nhà văn hóa và trung tâm thương mại.